# بيتر ليلكس
بيتر ليلكس (بالمجرية: Lelkes Péter)‏ هو لاعب كرة قدم مجري في مركز الهجوم، ولد في 1 أبريل 1990 في سيكشفهيرفار في المجر. لعب مع نادي مول فيهيرفار.